# Aitor Escobar
Aitor Escobar Milán (27 april 1991) is een Spaans wielrenner.

## Carrière
In 2018 behaalde Escobar zijn eerste UCI-overwinning toen hij de eerste etappe in de Ronde van de Zibans won. Na 197 kilometer kwam hij met een voorsprong van 33 seconden op Abdellah Hida solo als eerste over de finish in Biskra. Diezelfde Hida nam twee dagen later de leiding in het algemeen klassement van hem over.

## Overwinningen
2018
1e etappe Ronde van de Zibans

## Ploegen
- 2016 –  Inteja-MMR Dominican Cycling Team (vanaf 20-7)
- 2017 –  Italomat-Dogo (tot 10-4)